# 龍獅籃球倶楽部
龍獅籃球倶楽部（りゅうしらんきゅうくらぶ、簡体字中国語: 龙狮篮球俱乐部、英語: Guangzhou Long-Lions Basketball Club）は、中華人民共和国・広東省広州市と仏山市を本拠地とするプロバスケットボールチームである。日本語では「広州龍獅」、「広州ロング＝ライオンズ」とも呼ばれる。

## 歴史
2000年に結成され、翌年のBリーグ（現ナショナル・バスケットボール・リーグ）で優勝を果たし中国プロバスケットボールリーグ（CBA）に昇格。
2008年は米国の独立リーグ「IBL」にも参戦。IBLは春夏シーズンのリーグで、本拠地はオレゴン州ポートランド。
2010年に本拠を仏山に移転。仏山龍獅（仏山ドラリオンズ、佛山龙狮、Foshan Dralions）と改称した。2014年のシーズンからは英語名を変更し「Foshan Long-Lions」とした。ドラリオンもロンライオンも共に中国の「龍獅（龙狮）」の訳語として使用されている。
2016年から広州証券（广州证券）がスポンサーとなり、チーム名称を広州証券龍獅籃球倶楽部（广州证券龙狮篮球俱乐部、略称：广州证券、英語：Guangzhou Securities Long-Lions）と改称した。本拠地は広東省広州市と広東省仏山市の両フランチャイズとしている。
2018年から時代中国（时代中国）がスポンサーとなり、チーム名称を時代中国広州龍獅籃球倶楽部（时代中国广州龙狮篮球俱乐部、略称：时代中国广州队、英語：Times China Guangzhou Long-Lions）と改称した。